# Грчко-италијански рат
Грчко-италијански рат је био сукоб између фашистичке Италије и Грчке, коју су Италијани напали из Албаније. Трајао је од 28. октобра 1940. до 6. априла 1941. и означио је почетак балканске кампање Другог светског рата. Завршен је немачким нападом на Грчку након катастрофалног пораза италијанске војске.

## Рат
Немачка војска је 7. октобра ушла у Румунију, као припрему за операцију Барбароса и да штити нафтна поља код Плоештија. Мусолини није био унапред обавештен и сматрао је то за опкољавање италијанске сфере утицаја и предложио је планове за инвазију на Грчку.
Италијански генералштаб је израдио три плана. План “Е” који је садржао напад на Југославију са истовременим мерама обезбеђења према Грчкој; план “Ц” за напад на Грчку са истовременим мерама обезбеђења према Југославији, и најзад, план који је предвиђао мере ако се ништа не деси. У исто време се у министарству рата припремао план за демобилизацију две армије од 600.000 људи.
Одлука за напад на Грчку донесена је 8. октобра, а напад је почео 28. октобра 1940. Ујутро у три часа, грчком диктатору Метаксасу уручен је италијански ултиматум. До шест сати истог јутра имао је да се повинује. Међутим, италијанске трупе су упале у Грчку већ у 05:30 сати. Хитлер је тада био на путу. Прво је отишао код Франка да придобије Шпанију да се прикључи осовини. То му није успело. Враћао се кући преко Вишија где је Петена хтео да приволи на већу послушност. За њим је јурило Мусолинијево писмо у којем му саопштава да има намеру да нападне Грчку. Кад је Хитлер прочитао писмо, предложио је разговор у Фиренци, и то 28. октобра. Кад је Хитлер тог дана изашао из воза у Фиренци, Мусолини је тријумфујући узвикнуо: “Фиреру, ми марширамо!”
Захваљујући пре свега својој авијацији, која је од Грчке била шест пута бројнија, Италијани су првих дана постизали успехе. Са једном оклопном дивизијом и две ојачане пешадијске дивизије напали су са југозапада. На североистоку, налазиле су се три ојачане италијанске пешадијске дивизије. На централном делу фронта је једна брдска дивизија покушала да се пробије кроз планине Пинда, да би стигла до места Метсовон. Одатле су, наиме, ишли проходнији путеви на којима су могли успешније применити своје тенкове. Борбе у центру су на крају биле одлучујуће. Тада начелник грчког генералштаба генерал Александрос Папагос издаје наређење које је подсећало на борбу старих Грка против Персијанаца. У ноћи између 9. и 10. новембра грчки војници су се попели уз падине Пинда и тако оставили центар потпуно незаштићен. Када је свануло јутро, Грци су кренули у јуриш низ обронке вичући: ”Ветар! Ветар!” и напали бок алпске дивизије “Јулија”. Остављајући рањенике и пуно ратног материјала, остатак италијанске дивизије морао је да се повуче у Албанију. Утицај ове Грчке победе одразио се и на остале делове фронта. Стање на фронту се убрзо променило, и то толико да су Грци убрзо, већ 14. новембра, могли да пређу у контра-офанзиву. Напади грчке војске су прво почели у граничном подручју према Југославији. Готово без икаквог застоја напредовале су грчке трупе и на западном фронту. Италијанима је све више пристизало појачање па је убрзо грчка против-офанзива заустављена. Предах је трајао све до 8. децембра када су Грци поново прешли у напад. Италијани су потискивани све даље на запад.
У Риму је још 22. новембра настала тотална паника. Мусолини је 5. децембра, преко италијанског посланика у Берлину, упутио хитан захтев да од Немаца изнуди било какву помоћ.
У међувремену су Грци све даље напредовали. На североистоку су заузели град Поградец, у центру су били пред саобраћајним чвором Клисура, на југозападу су освојили албанску луку Химара. У Италији је опет започела мобилизација тек демобилисаних људи.
У Берлину је све више расла забринутост због грчких успеха, поготово што је британска авијација давала извесну подршку гркој војсци. Немци су почели да се плаше за румунска нафтоносна поља. Следио је период тајних преговора између Метаксаса и Хитлера, који је, међутим, одбио немачке услове посредовања.
Хитлеру је тада било јасно да ће ипак морати да рачуна са ратом на Балкану. Већ 18. новембра је дао Врховној комади наредбу да изради оперативни план за напад на северну Грчку и евентуално на целу земљу.
На албанском фронту се у међувремену грчки напад одвијао спорије. Трупе су се нашле сувише далеко од својих база, тако да је снабдевање постало отежано. Осим тога Грци су исцрпели своје резерве, док су на страни Италијана стално пристизале нове. Ипак је успех, који је толико био потребан Мусолинију, изостао. Када је 19. јануара 1941. решио да крене у Немачку на разговор са Хитлером, сазнао је да је разбијена његова најбоља дивизија “Тоскански вукови”.
У јануару 1941. изненада је преминуо грчки генерал Метаксас, али се то није посебно одразило на грчку војску. Почетком марта Италијани су покренули офанзиву и покушали узвратити, али су убрзо заустављени. Линија бојишта се након овога стабилизовала и остаће непромењена до почетка немачког напада на Грчку.

## Италијанска катастрофа
Разлози италијанске катастрофе су многи: тотална неспремност војске за рат, тотална потцењеност грчке војске, премале снаге за инвазију на јако тешко проходном терену, неискориштавање почетне иницијативе и оно што је италијанске војнике пратило свагде на бојиштима – размјерно низак борбени морал.